# Laeta Kalogridis
Laeta Elizabeth Kalogridis  (* 30. August 1965) ist eine US-amerikanische Drehbuchautorin und Filmproduzentin.

## Leben
Laeta Kalogridis hat an der Fernsehserie Birds of Prey, die auf ihrer Idee basiert, sowohl als ausführende Produzentin als auch als Drehbuchautorin mitgewirkt.
Neben ihrer eigentlichen Arbeiten war Kalogridis auch an Drehbüchern involviert, deren Arbeit aber nicht in den Credits auftauchte. So arbeitete sie an einer frühen Version von X-Men und Lara Croft: Tomb Raider mit. Mit James Cameron arbeitete sie (ebenfalls ohne Credit) an dessen Drehbüchern zu Avatar, The Dive und Battle Angel.

## Filmografie (Auswahl)
Drehbuchautorin
- 2004: Alexander
- 2004: Wächter der Nacht – Nochnoi Dozor (englische Version)
- 2007: Pathfinder – Fährte des Kriegers
- 2010: Shutter Island
- 2015: Terminator: Genisys
- 2018: Altered Carbon – Das Unsterblichkeitsprogramm (Altered Carbon, Episode 1x01)
- 2019: Alita: Battle Angel
- 2025: Nur noch ein kleiner Gefallen (Another Simple Favor)

Produzentin
- 2013: White House Down

## Auszeichnungen
- 2004: Goldene Himbeere/Schlechtestes Drehbuch nominiert für Alexander
- 2010: Scream Awards 2010/Bestes Drehbuch gewonnen für Shutter Island